# Goyazianthus
Goyazianthus es un género monotípico de plantas de la familia de las asteráceas. Su única especie: Goyazianthus tetrastichus es originaria de Brasil donde se encuentra en el Cerrado.

## Descripción
Las plantas de este género sólo tienen disco (sin rayos florales) y los pétalos son de color blanco, ligeramente amarillento blanco, rosa o morado (nunca de un completo color amarillo).

## Taxonomía
Goyazianthus tetrastichus fue descrita por   (B.L.Rob.) R.M.King & H.Rob.  y publicado en Phytologia 37: 462. 1977.
Sinonimia
- Eupatorium tetrastichum (B.L.Rob.) Steyerm.
- Symphyopappus tetrastichus B.L.Rob. basónimo[5]